# Pseudoredtenbacheria brasiliensis
Pseudoredtenbacheria brasiliensis là một loài ruồi trong họ Tachinidae.